# Steltloperachtigen
De steltloperachtigen (Charadriiformes) zijn een grote en vrij gevarieerde orde van vogels, die onder andere de steltlopers, alken, zeekoeten, meeuwen, sterns, kluten, jagers, plevieren en kieviten omvat.

## Taxonomie
De orde omvat 390 soorten, onderverdeeld in 19 families:
- familie Alcidae (Alken, 25 soorten, waarvan een uitgestorven)
- familie Burhinidae (Grielen, 10 soorten)
- familie Charadriidae (Plevieren, 68 soorten, waarvan een uitgestorven)
- familie Chionidae (IJshoenders, 2 soorten)
- familie Dromadidae (Krabplevieren, 1 soort)
- familie Glareolidae (Renvogels en vorkstaartplevieren, 17 soorten)
- familie Haematopodidae (Scholeksters, 12 soorten, waarvan een uitgestorven)
- familie Ibidorhynchidae (Ibissnavels, 1 soort)
- familie Jacanidae (Jacana's, 8 soorten)
- familie Laridae (Meeuwen, schaarbekken en sterns, 103 soorten)
- familie Pedionomidae (Trapvechtkwartels, 1 soort)
- familie Pluvianellidae (Magelhaenplevieren, 1 soort)
- familie Pluvianidae (Krokodilwachters, 1 soort)
- familie Recurvirostridae (Kluten, 10 soorten)
- familie Rostratulidae (Goudsnippen, 3 soorten)
- familie Scolopacidae (Strandlopers en snippen, 98 soorten, waarvan 5 uitgestorven)
- familie Stercorariidae (Jagers, 7 soorten)
- familie Thinocoridae (Kwartelsnippen, 4 soorten)
- familie Turnicidae (Vechtkwartels, 18 soorten, waarvan een uitgestorven)

Accipitriformes (roofvogels en gieren, exclusief valken) · Aegotheliformes (dwergnachtzwaluwen) · Anseriformes (eendachtigen) · Apodiformes (gierzwaluwen en kolibries) · Apterygiformes (kiwi's) · Bucerotiformes (neushoornvogels) · Caprimulgiformes (nachtzwaluwen) · Cariamiformes (seriema's) · Casuariiformes (kasuarissen en emoe) · Charadriiformes (steltloperachtigen) · Ciconiiformes (ooievaarachtigen) · Coliiformes (muisvogels) · Columbiformes (duiven) · Coraciiformes (scharrelaars) · Cuculiformes (koekoekachtigen) · Eurypygiformes (kagoe en zonneral) · Falconiformes (valken en caracara’s) · Galliformes (hoenderachtigen) · Gaviiformes (duikers) · Gruiformes (kraanvogelachtigen) · Leptosomiformes (koerol) · Mesitornithiformes (steltrallen) · Musophagiformes (toerako's) · Nyctibiiformes (reuzennachtzwaluwen) · Opisthocomiformes (hoatzin) · Otidiformes (trappen) · Passeriformes (zangvogels) · Pelecaniformes (pelikanen, reigerachtigen, ibissen en lepelaars) · Phaethontiformes (keerkringvogels) · Phoenicopteriformes (flamingo's) · Piciformes (spechtachtigen) · Podargiformes (kikkerbekken) · Podicipediformes (futen) · Procellariiformes (buissnaveligen) · Psittaciformes (papegaaiachtigen) · Pterocliformes (zandhoenders) · Rheiformes (nandoes) · Sphenisciformes (pinguïns) · Steatornithiformes (vetvogel) · Strigiformes (uilen) · Struthioniformes (loopvogels o.a. struisvogel) · Suliformes (slangenhalsvogels, fregatvogels, aalscholvers en janvangenten) · Tinamiformes (stuithoenders) · Trogoniformes (trogons)

 Portaal Vogels · Indeling van de vogels
Vechtkwartels · Jacana's · Goudsnippen · Krabplevieren · Scholeksters · Ibissnavels · Steltkluten en kluten · Grielen · Renvogels en vorkstaartplevieren · Kieviten en plevieren · Magelhaenplevieren · Strandlopers en snippen · Kwartelsnippen · Trapvechtkwartels · Goudsnippen · IJshoenders · Jagers ·Pluvianidae (krokodilwachter) · Meeuwen, schaarbekken en sterns · Alken